# クサンテン条約
クサンテン条約（クサンテンじょうやく、ドイツ語: Vertrag von Xanten）は、1614年11月12日、ライン川流域のクサンテンで締結された、プファルツ＝ノイブルク公ヴォルフガング・ヴィルヘルムとブランデンブルク選帝侯ヨハン・ジギスムントの間の条約。イングランド王国とフランス王国の代表が仲介した。

## 内容
条約によりプファルツ＝ノイブルク公とブランデンブルク選帝侯が和解してユーリヒ継承戦争が終結した。ユーリヒ＝ベルク公国とラーフェンシュタインがプファルツ＝ノイブルク公に、クレーフェ＝マルクとラーフェンスベルク伯領がブランデンブルク選帝侯に帰属したが、ブランデンブルク選帝侯が獲得した領地はホーエンツォレルン家のライン川とヴェストファーレンにおける初の領地であり、後のライン州とヴェストファーレン州の起源の1つとなった。